# Edwards' vijgpapegaai
De Edwards' vijgpapegaai (Psittaculirostris edwardsii) is een vogel uit de familie Psittaculidae (papegaaien van de Oude Wereld). Deze vogel is genoemd naar de Franse ornitholoog Alphonse Milne-Edwards.

## Verspreiding en leefgebied
Deze soort is endemisch in noordelijk Nieuw-Guinea.

## Status
De grootte van de populatie is niet gekwantificeerd maar de soort wordt omschreven als plaatselijk algemeen tot zeer algemeen. Op de Rode lijst van de IUCN heeft deze soort de status niet bedreigd.